# Windows Assessment and Deployement Kit
 (mars 2017).
Si vous disposez d'ouvrages ou d'articles de référence ou si vous connaissez des sites web de qualité traitant du thème abordé ici, merci de compléter l'article en donnant les références utiles à sa vérifiabilité et en les liant à la section « Notes et références ».
Windows Assessment and Deployment Kit (Windows ADK ou WADK) appelé en français Kit de déploiement et d’évaluation Windows, est une suite d'outils et de technologies conçue par Microsoft pour faciliter la personnalisation, l'évaluation et le déploiement des systèmes d'exploitation Windows sur des ordinateurs. Il a été introduit avec Windows 8 et succède à l'ancienne suite d'outils WAIK.

## Composants

### Application Compatibility Toolkit (ACT)
L'ACT que l'on peut traduire par outils de compatibilité des applications permet d'évaluer la compatibilité des applications en vue d'une mise à jour du système d'exploitation. Cet outil permet ainsi de faire un inventaire de l'intégralité des applications au sein d'une organisation et d'effectuer des tests afin de détecter les problèmes de compatibilité.

### Outils de déploiement
Les outils de déploiement permettent de personnaliser, gérer et déployer les images de systèmes d'exploitation Windows. Le fameux outil en ligne de commande DISM fait partie de ces outils. Les outils de déploiement ajoutent aussi les applets de commande PowerShell DISM, l’API DISM, l’Assistant Gestion d’installation (Windows SIM) et OSCDIMG

### Outil de migration utilisateur (USMT)
L'outil de migration utilisateur permet de migrer des données utilisateur d'une installation Windows à une autre. Il est possible de choisir parmi les données utilisateur celles à migrer ou non. Cet outil comprend également les outils en ligne de commande ScanState, Loadstate et USMTUtils.

### Volume Activation Management Tool (VAMT)
VAMT qui se traduit en français par outil de gestion des activations en volume permet d'automatiser et gérer l'activation des systèmes d'exploitation Windows et Windows Server. Il peut gérer l'activation des produits et logiciels comme la suite Microsoft Office à l'aide de différents types de clefs comme celles de produit commercialisé (clé d’activation unique), des clés d’activation multiple (MAK) ou celles du service de gestion des clés (KMS).

### Windows Performance Toolkit (WPT)
Les outils de performance Windows sont des outils visuels permettant d'observer et enregistrer l'activité et les performances d'un système Windows. Les outils sont l'enregistreur de performances Windows, l’Analyseur de performances Windows et Xperf.

### Kit d'évaluation Windows
Ce kit a pour but de simuler des interactions utilisateur avec l'ordinateur et de permettre d'examiner l'état du système. Les outils produisent des relevés des différentes variables du système et fournissent des conseils d'amélioration.

### Environnement de préinstallation Windows (Windows PE)
Windows PE est une version minimaliste de Windows qui peut être démarrée via PXE, CD-ROM, un lecteur flash USB ou un disque dur externe. Il est utilisé pour déployer, dépanner et restaurer les installations Windows.